# Condado de Morgan (Illinois)
O Condado de Morgan é um dos 102 condados do Estado americano de Illinois. A sede do condado é Jacksonville, e sua maior cidade é Jacksonville. O condado possui uma área de 1 482 km² (dos quais 9 km² estão cobertos por água), uma população de 36 616 habitantes, e uma densidade populacional de 25 hab/km² (segundo o censo nacional de 2000). O condado foi fundado em 31 de janeiro de 1823.